# مجدي الحسن
مجدي هاني حسني الحسن "أبو بكر" (أبو هاني؛ 24 مارس 1975 – ) اقتصادي ومسؤول حكومي فلسطيني، يشغل منصب رئيس الهيئة العامة الفلسطينية للبترول منذ 6 نوفمبر 2018، ومنصب وكيل وزارة المالية الفلسطينية منذ 26 مارس 2025.

## نشأته
وُلِدَ مجدي هاني حسني الحسن "أبو بكر" في مدينة طولكرم بالضفة الغربية بتاريخ 24 مارس 1975. تلقى تعليمه الابتدائي والإعدادي والثانوي في مدارس المدينة منها مدرسة الفاضلية.

## حياته العملية
عمل لسنواتٍ طويلةٍ موظفًا في وزارة المالية الفلسطينية تدرج خلالها في عددٍ من المواقع والمسؤوليات فيها، ومُنح في 5 مارس 2010 منصب مدير عام للمرة الأولى.
في 6 نوفمبر 2018 تولى منصب رئيس الهيئة العامة الفلسطينية للبترول.
في 23 ديسمبر 2024 كُلِفَ بمنصب مدير عام الجمارك والمكوس وضريبة القيمة المضافة إلى جانب مهامه الأخرى.
وفي 26 مارس 2025 كلفه الرئيس الفلسطيني محمود عباس بمنصب وكيل وزارة المالية الفلسطينية.
وهو عضو في مجلس إدارة صندوق تطوير وإقراض الهيئات المحلية، ومجلس إدارة مجلس تنظيم قطاع المياه في فلسطين.